# Rothschildia ethra
Rothschildia ethra är en fjärilsart som beskrevs av Olivier 1790. Rothschildia ethra ingår i släktet Rothschildia och familjen påfågelsspinnare. Inga underarter finns listade.